# Don McLennan
Pour les articles homonymes, voir McLennan.
Don McLennan est un producteur, réalisateur et scénariste australien né en 1949 à Melbourne (Australie).

## Filmographie

### comme réalisateur
- 1980 : Hard Knocks
- 1983 : On the Road with Circus Oz
- 1987 : Slate, Wyn & Me
- 1989 : Mull
- 1990 : Breakaway

### comme producteur
- 1979 : Apostasy
- 1980 : Hard Knocks
- 1990 : Breakaway

### comme scénariste
- 1980 : Hard Knocks
- 1987 : Slate, Wyn & Me